# Properigea loculosa
Properigea loculosa là một loài bướm đêm trong họ Noctuidae.